# Heksentoren

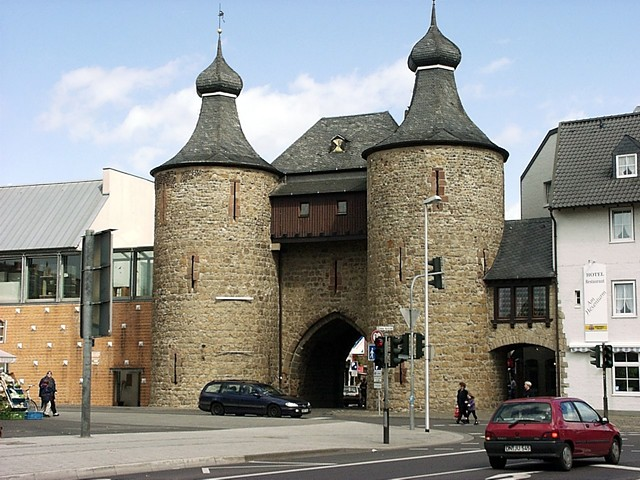
Hexenturm Jülich

Wapen van Burg

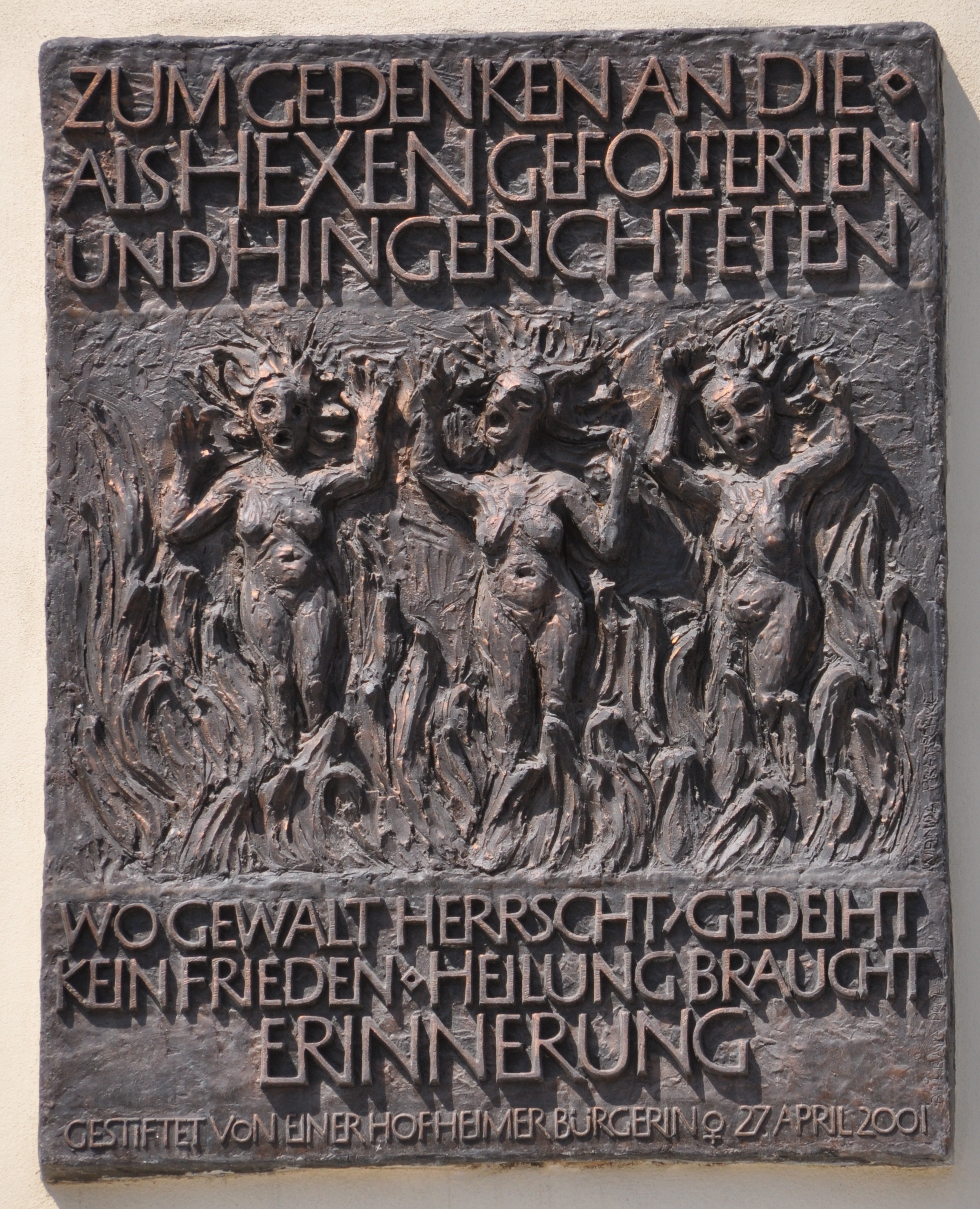
Gedenkteken voor de als heks ter dood gebrachte vrouwen op de heksentoren van Hofheim am Taunus

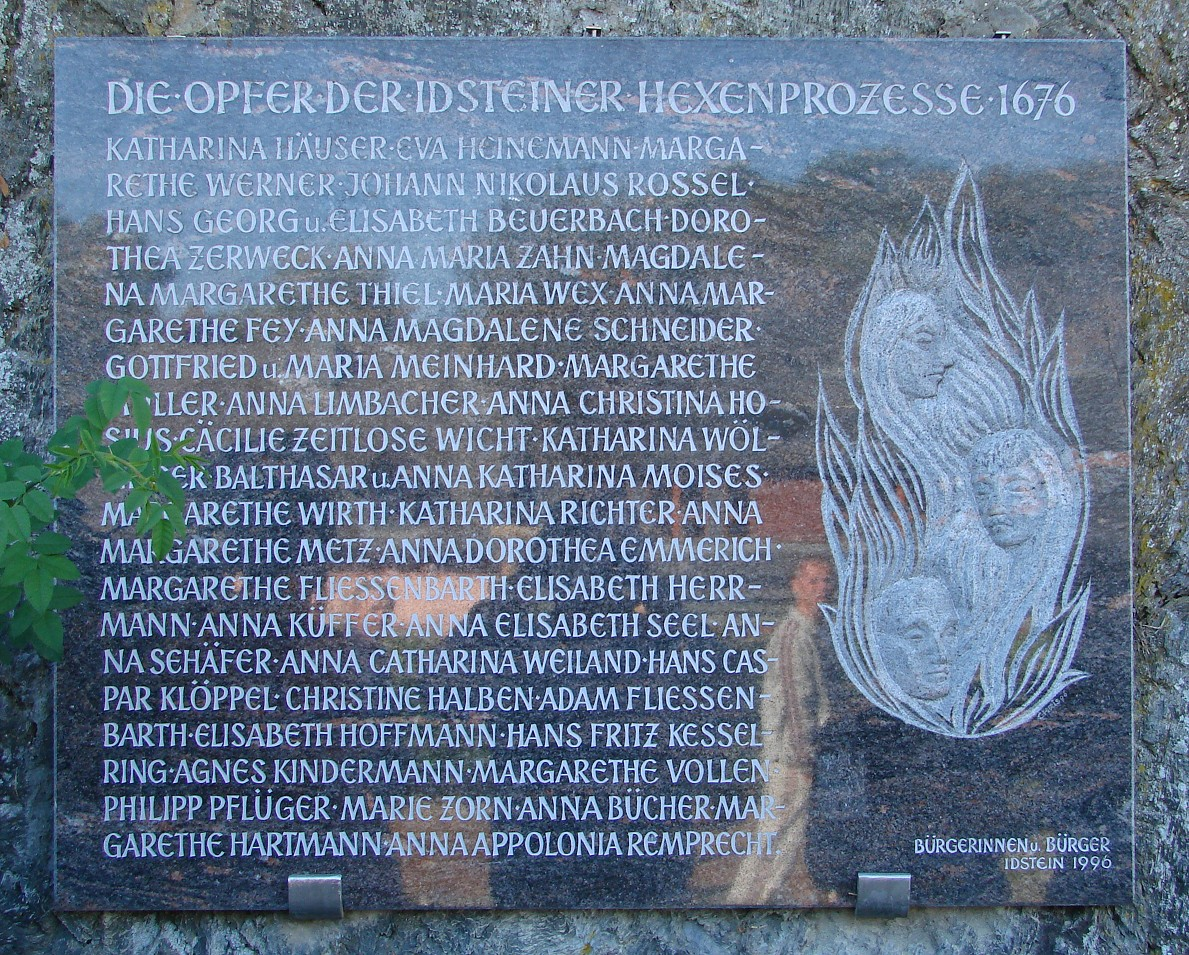
Gedenkteken voor de slachtoffers van de heksenvervolging in 1676 in Idstein

Een heksentoren (Duits: Hexenturm) is de benaming voor een toren die (voornamelijk tijdens de heksenvervolgingen) als gevangenis werd gebruikt. De torens komen voor in Duitsland en Zwitserland en waren vaak onderdeel van een middeleeuwse stadsmuur.

## Gebruik
Veel van deze torens werden gebruikt om mensen, die beschuldigd werden aan hekserij te doen, op te sluiten tot ze werden gefolterd en geëxecuteerd. Er zijn ook torens bekend die pas in de negentiende eeuw de benaming Hexenturm kregen, toen men met schaamte terugkeek naar de periode waarin heksen en tovenaars werden terechtgesteld. Dit gaat dan om torens die als "normale" gevangenis werden gebruikt.

## Voorkomen
Hexentürme zijn nog altijd te vinden in onder meer Aschersleben, Bamberg, Stadt Burg bij Maagdenburg, Coburg, Frankenberg, Fulda, Gelnhausen, Heidelberg, Hofheim am Taunus, Idstein, Jülich, Kaufbeuren, Lahnstein, Landsberg am Lech, Marburg, Markdorf, Memmingen, Olpe, Rheinbach, Rüthen en Windecken (Nidderau).
In Salzburg was een Hexenturm aanwezig uit de vijftiende eeuw. In 1944 werd het bouwwerk door een vliegtuigbom geraakt. Slechts afbeeldingen aan gebouwen aan de Wolf-Dietrich-Straße en de Paris-Lodron-Straße herinneren nog aan dit gebouw.
De Hexenturm van Burg bleef tot 1846 als vrouwengevangenis in gebruik. Tegenwoordig worden de gerenoveerde torens soms als museum gebruikt.
Volgens een sage werden op de Hexenturm van Burg Wildenstein (Leibertingen) daadwerkelijk heksen ter dood gebracht. Volgens de verhalen werd de brug afgebroken, waardoor de vrouwen de hongerdood stierven op de toren. Niet lang hierna zou de burcht door bliksem vernietigd worden. De heksenprocessen uit het gebied Oberes Donautals (Baden-Württemberg) zijn in de archieven te vinden.

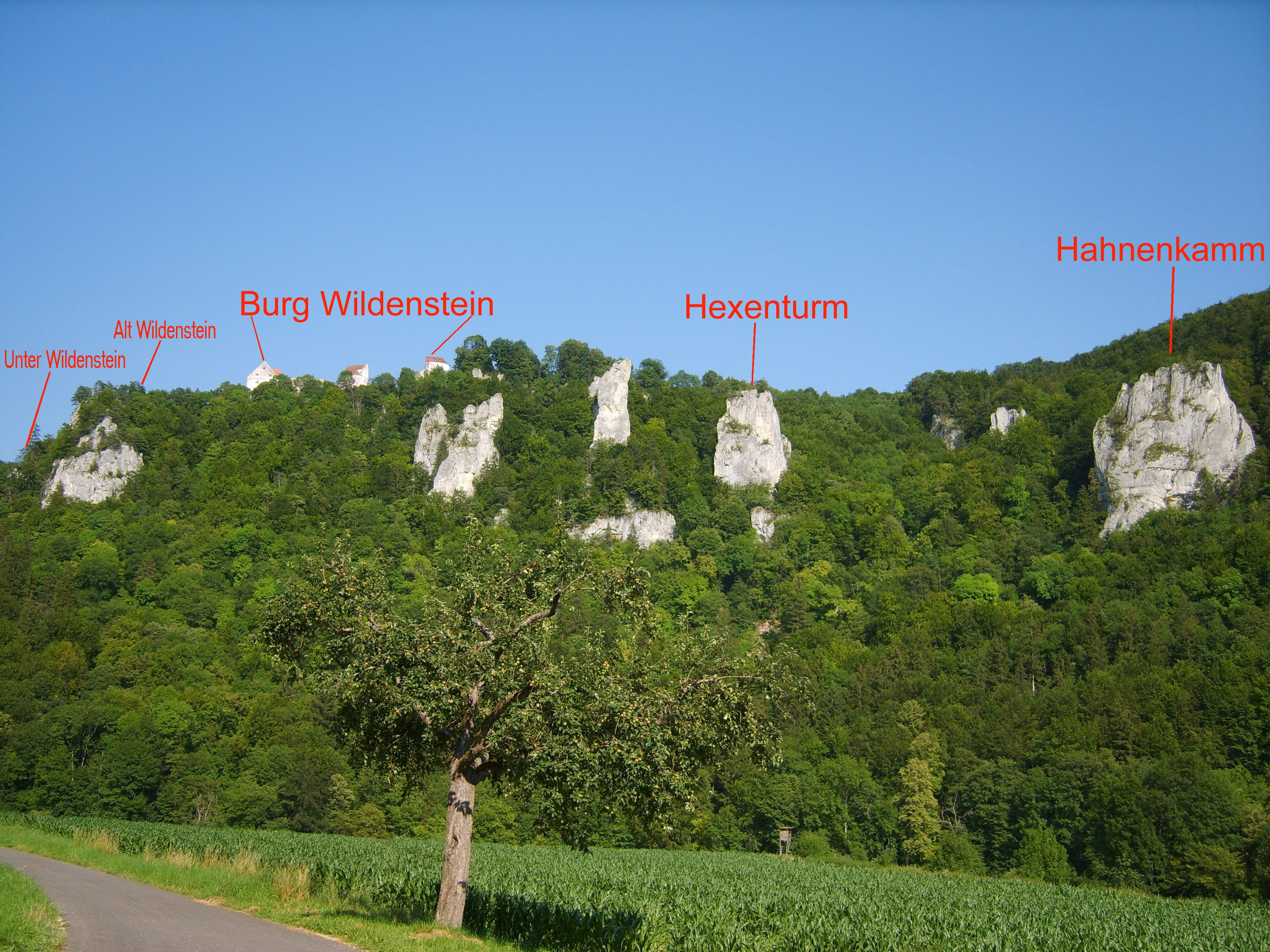
Burg Wildenstein
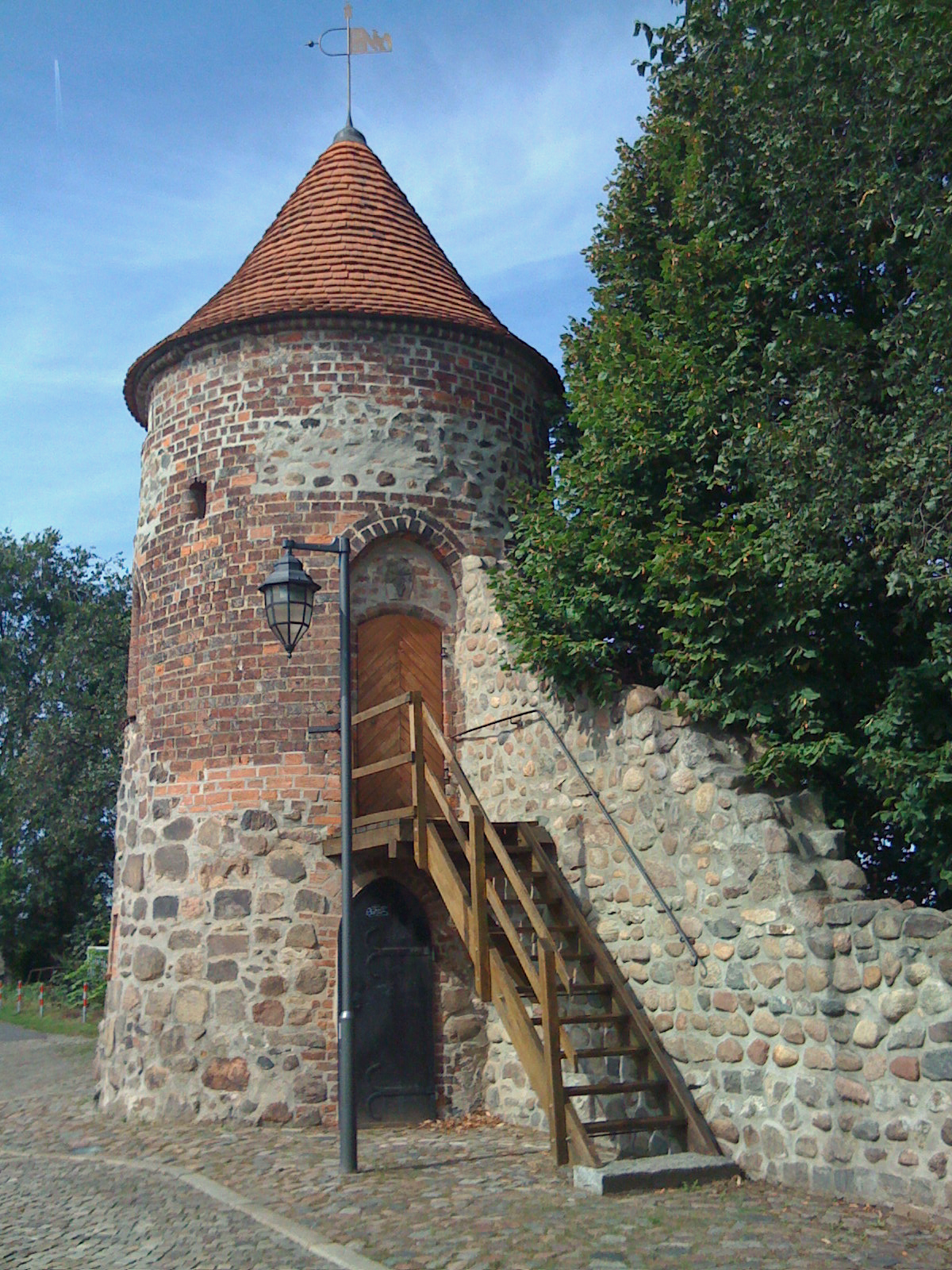
Heksentoren (Hexenturm), Burg bij Maagdenburg
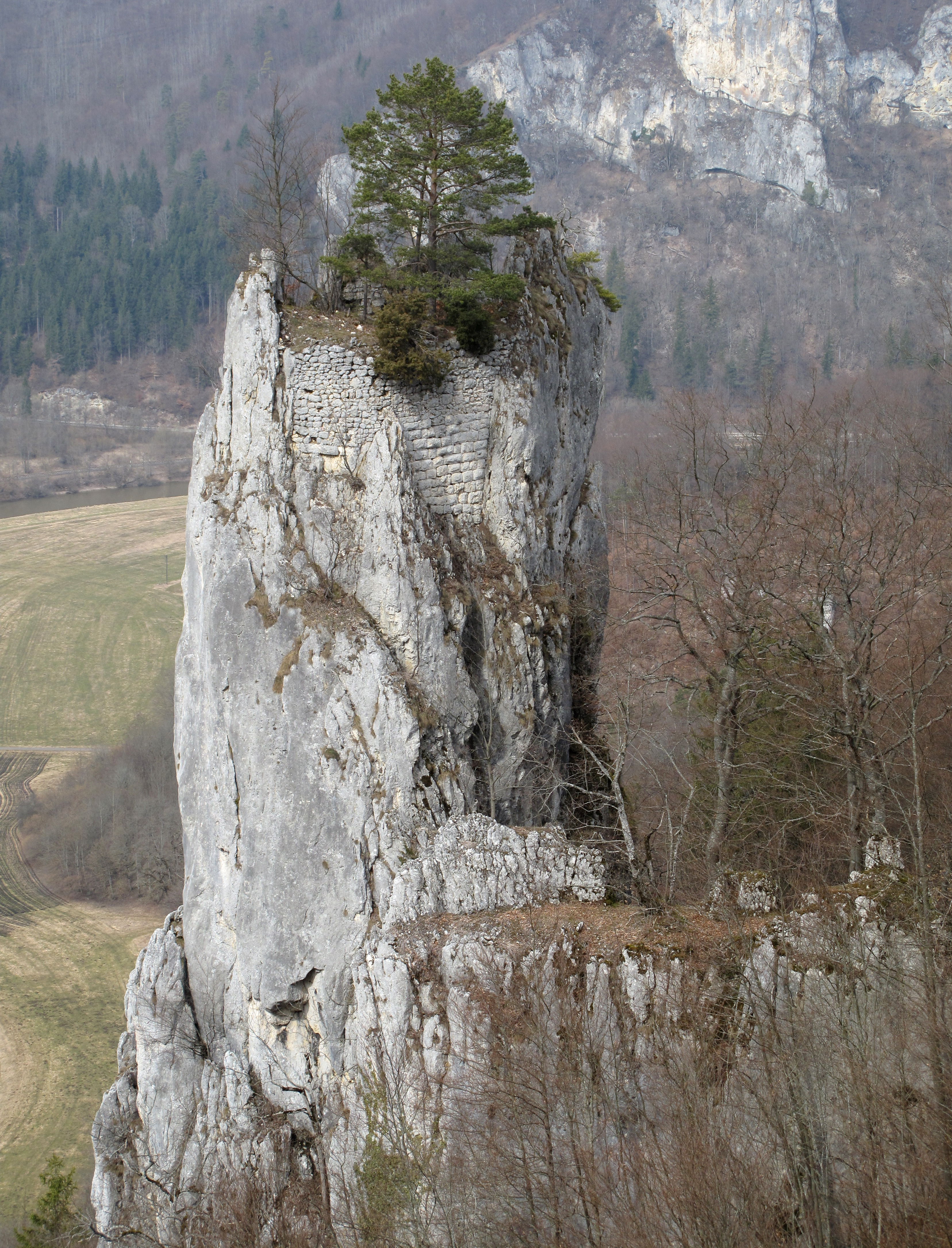
Ruïne van de Hexenturm Wildenstein

## Moderne verwijzingen
- In Babenhausen wordt een bijzondere bierspecialiteit, de Hexe, gebrouwen. Op het etiket staat de plaatselijke Hexenturm afgebeeld.
- Een Hexenturm komt ook voor in de verhalen van Alba, zie De heksentoren (Abenteuer im Hexenturm).

## Afbeeldingen

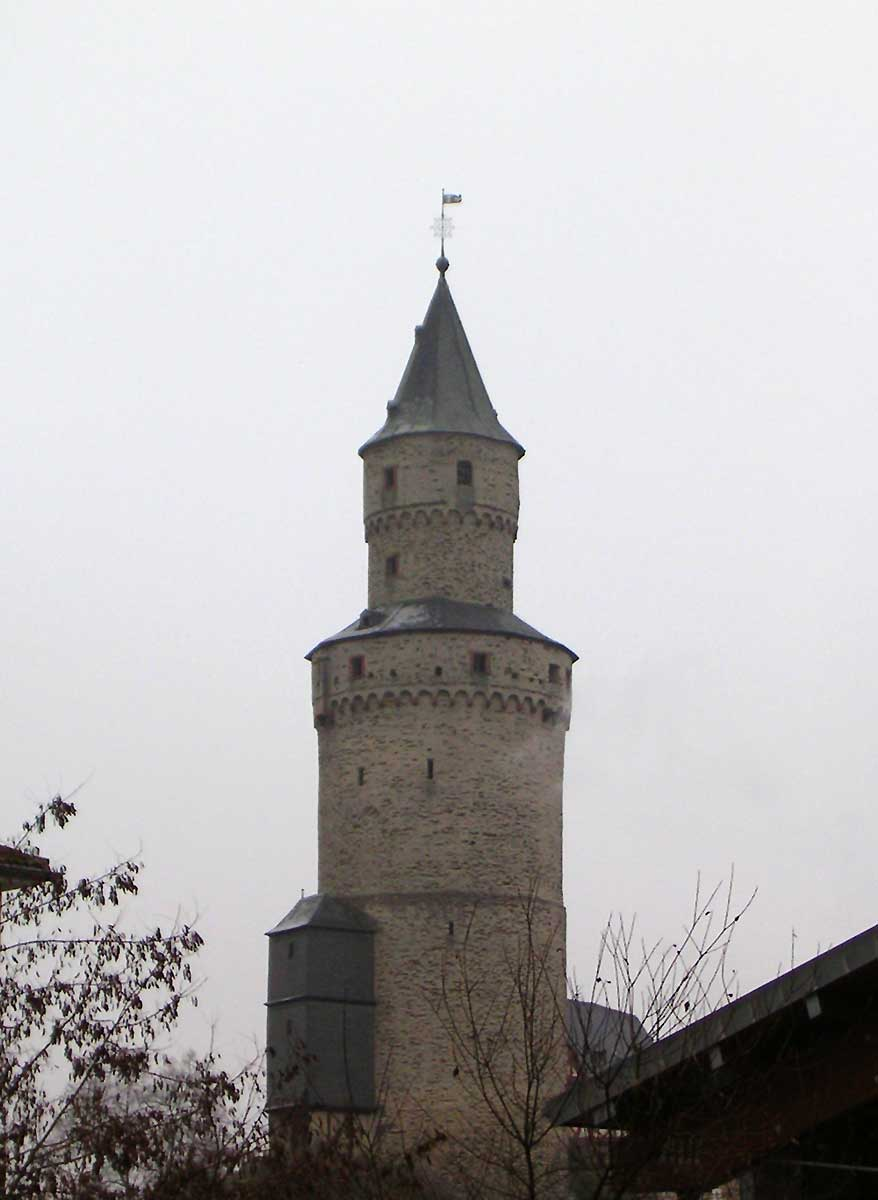
Hexenturm Idstein
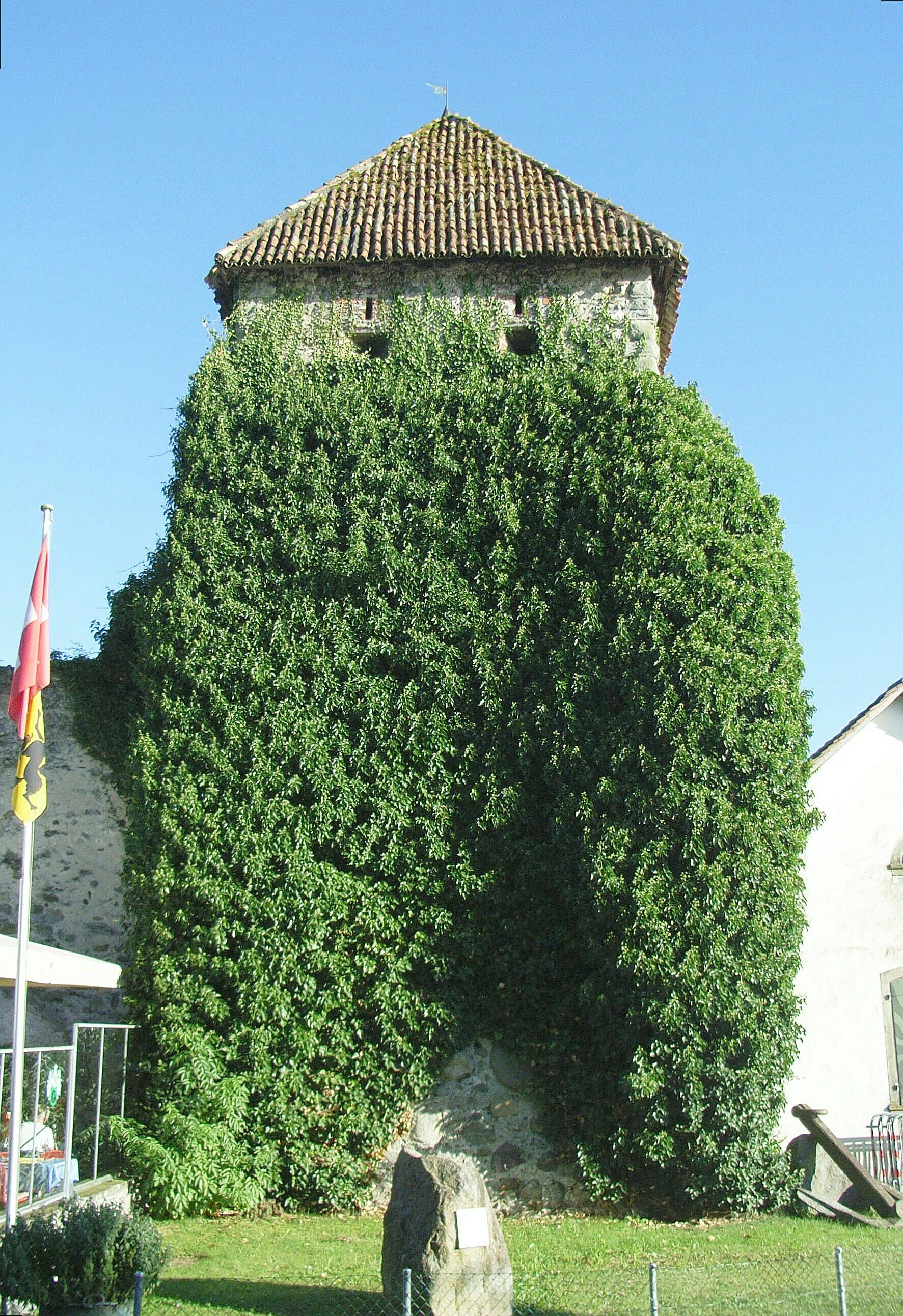
Hexenturm Stein am Rhein
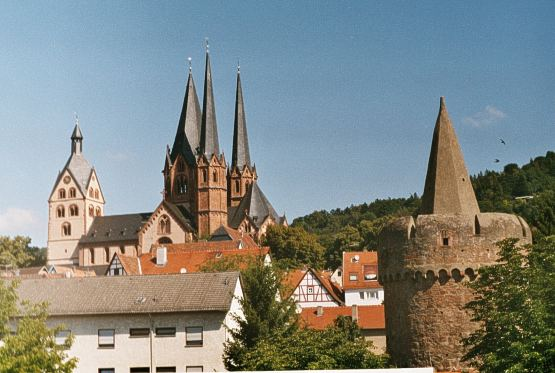
Hexenturm Gelnhausen
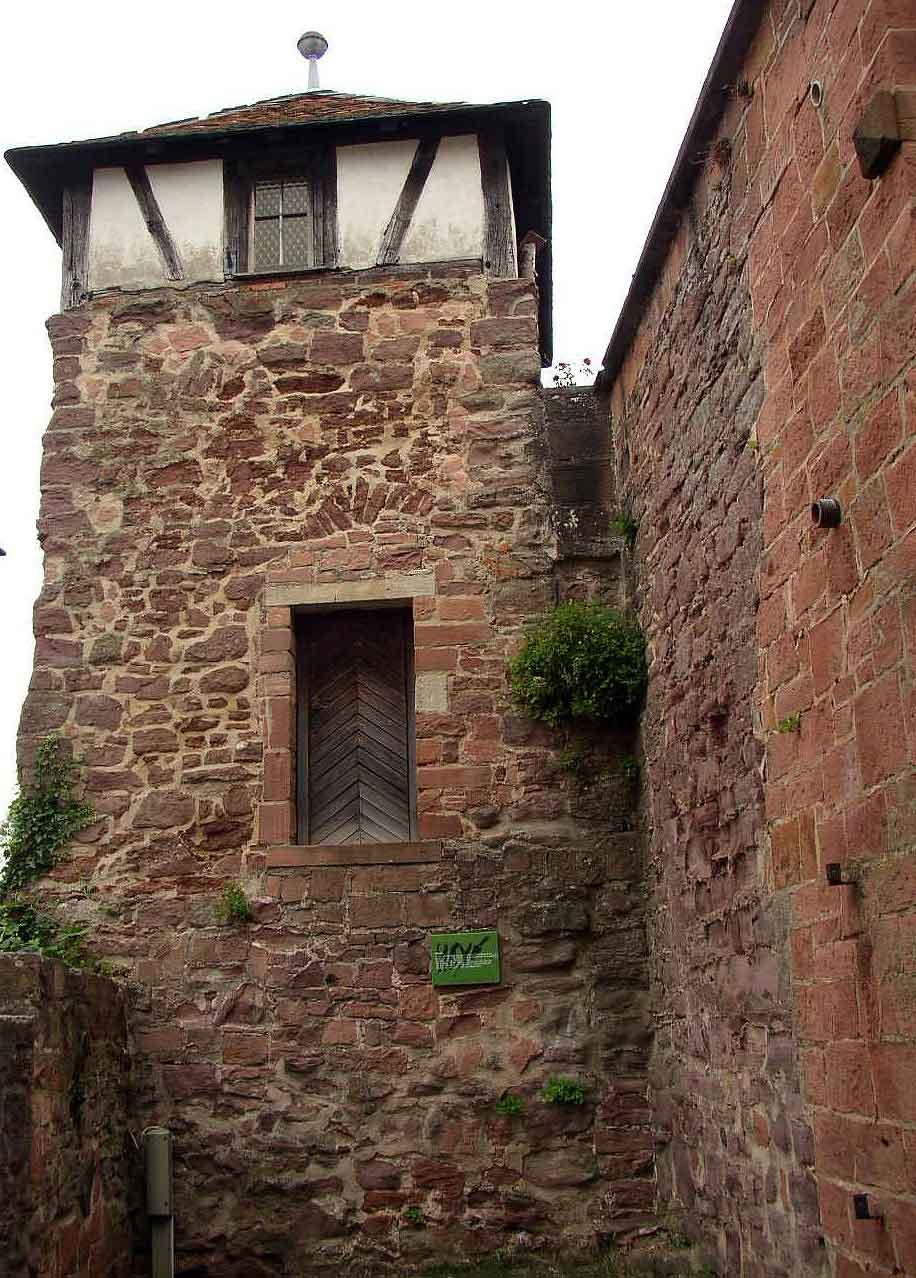
Hexenturm Windecken, Nidderau
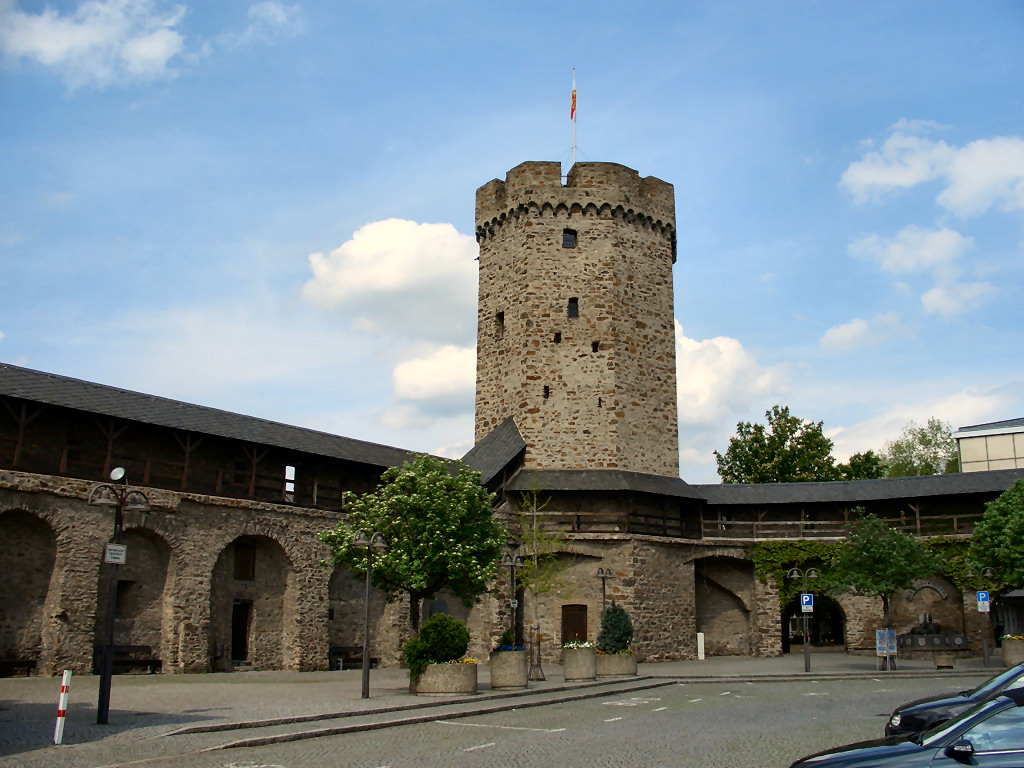
Hexenturm Lahnstein
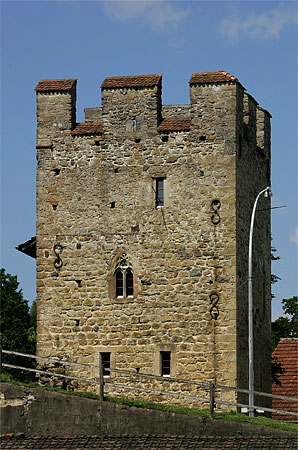
Hexenturm Sempach
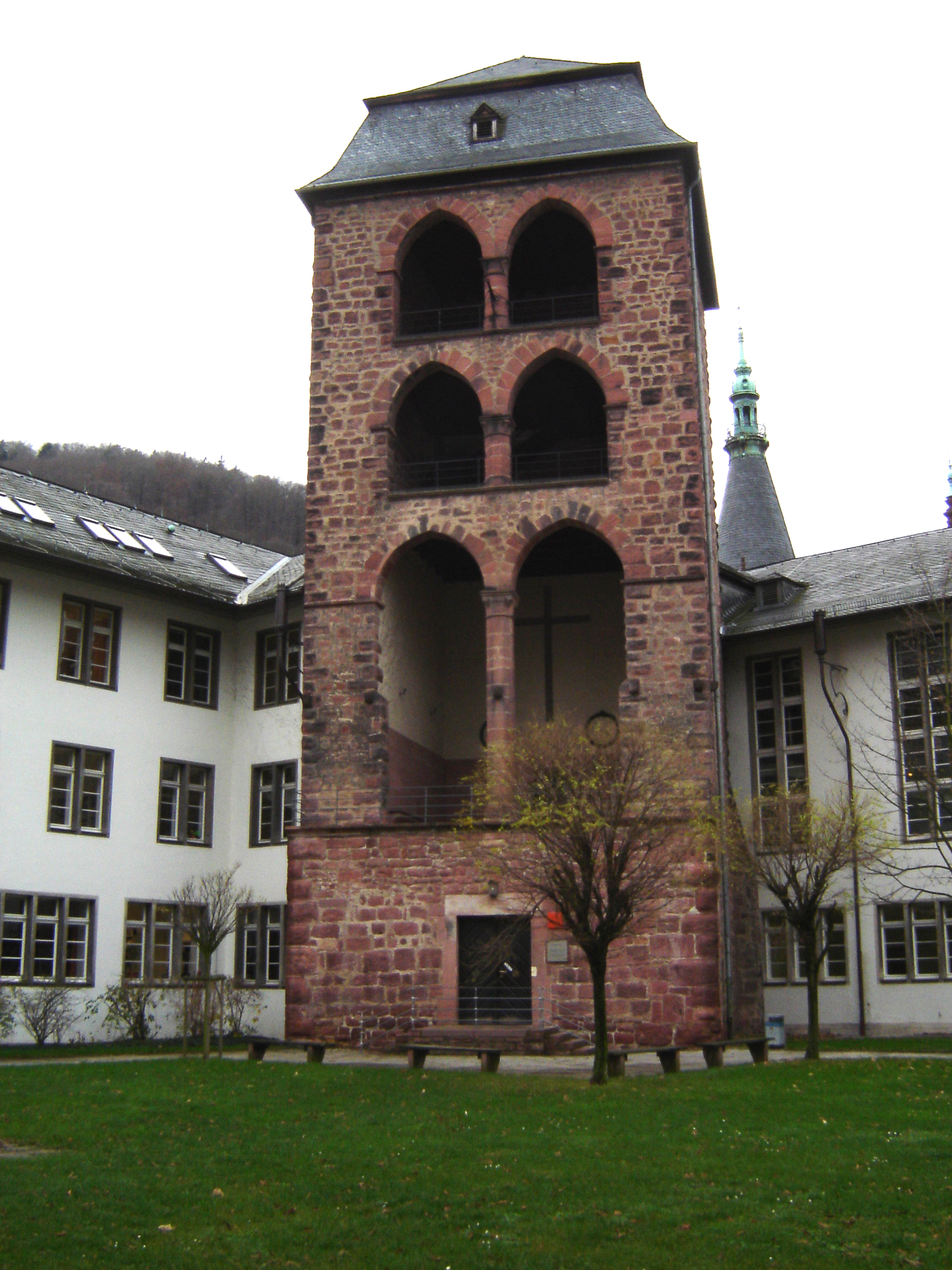
Hexenturm Heidelberg
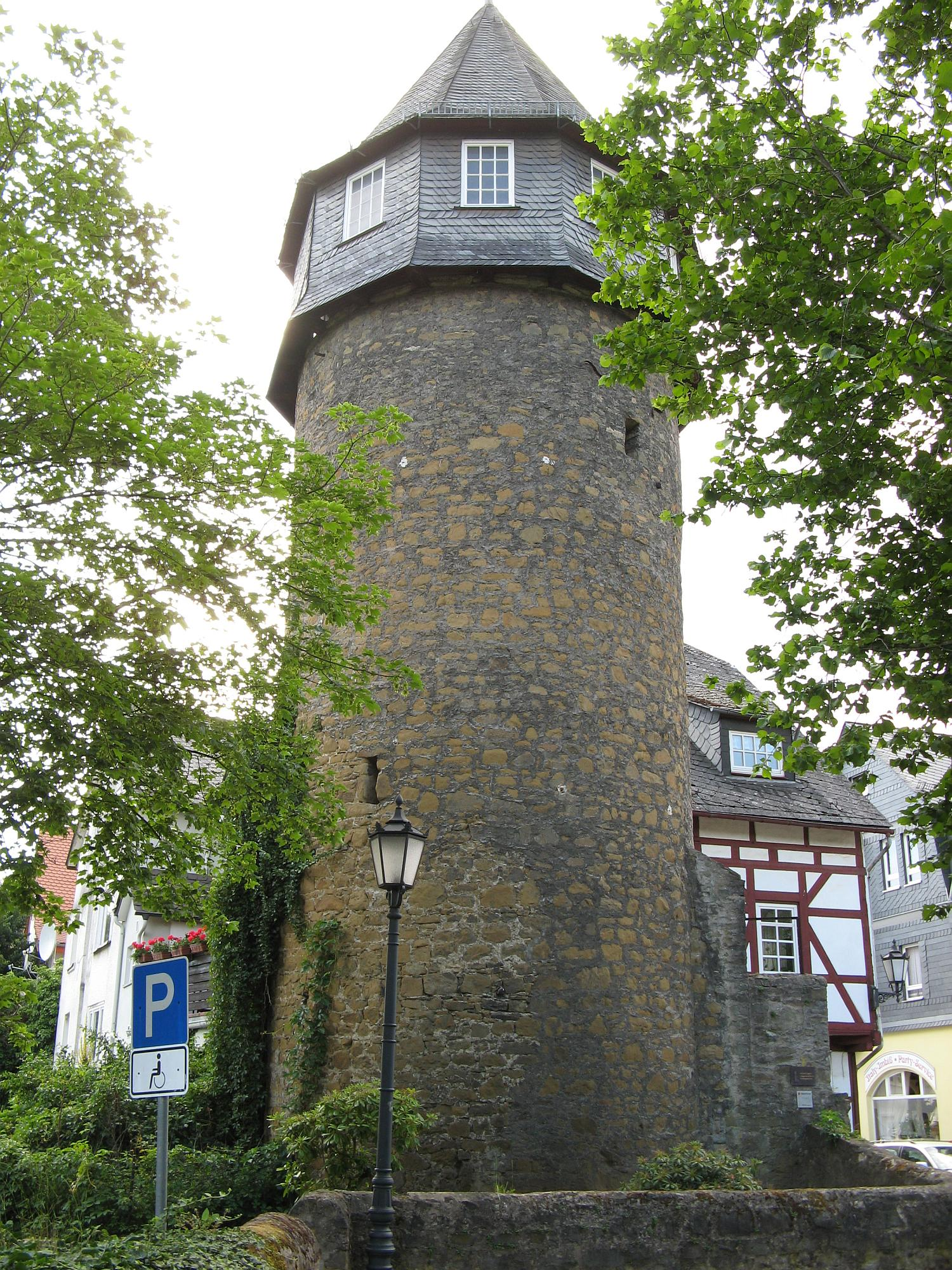
Hexenturm Herborn
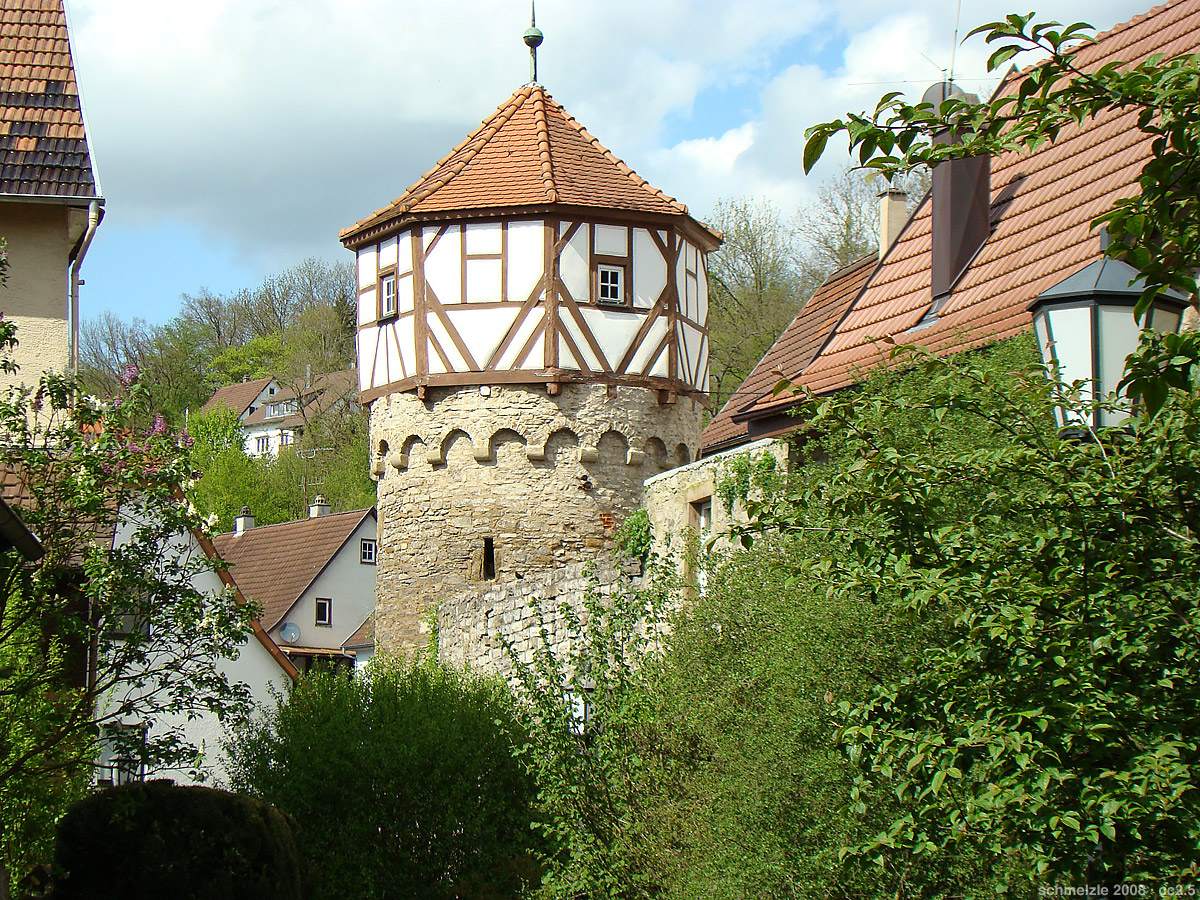
Hexenturm Möckmühl
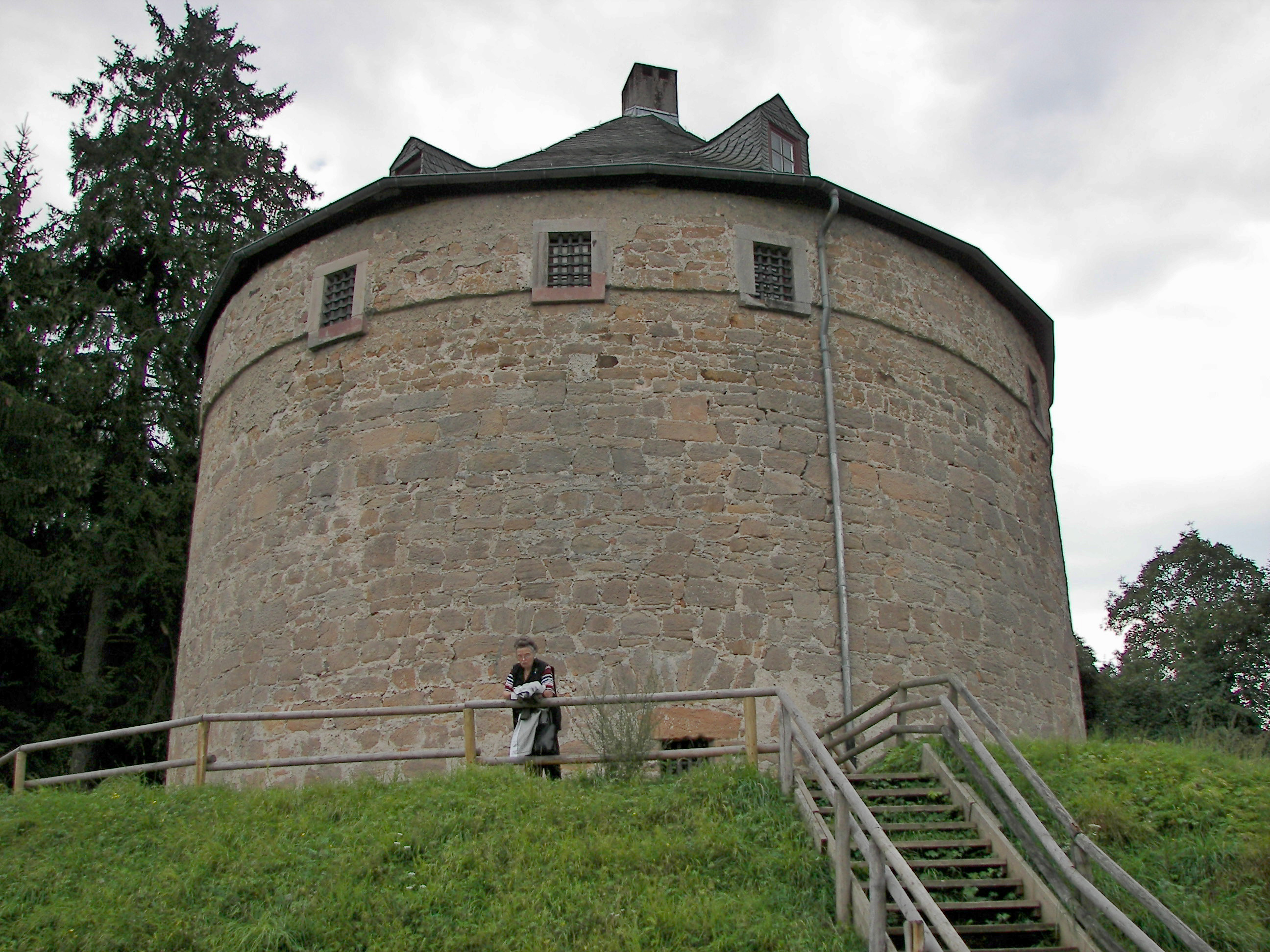
Hexenturm Marburg
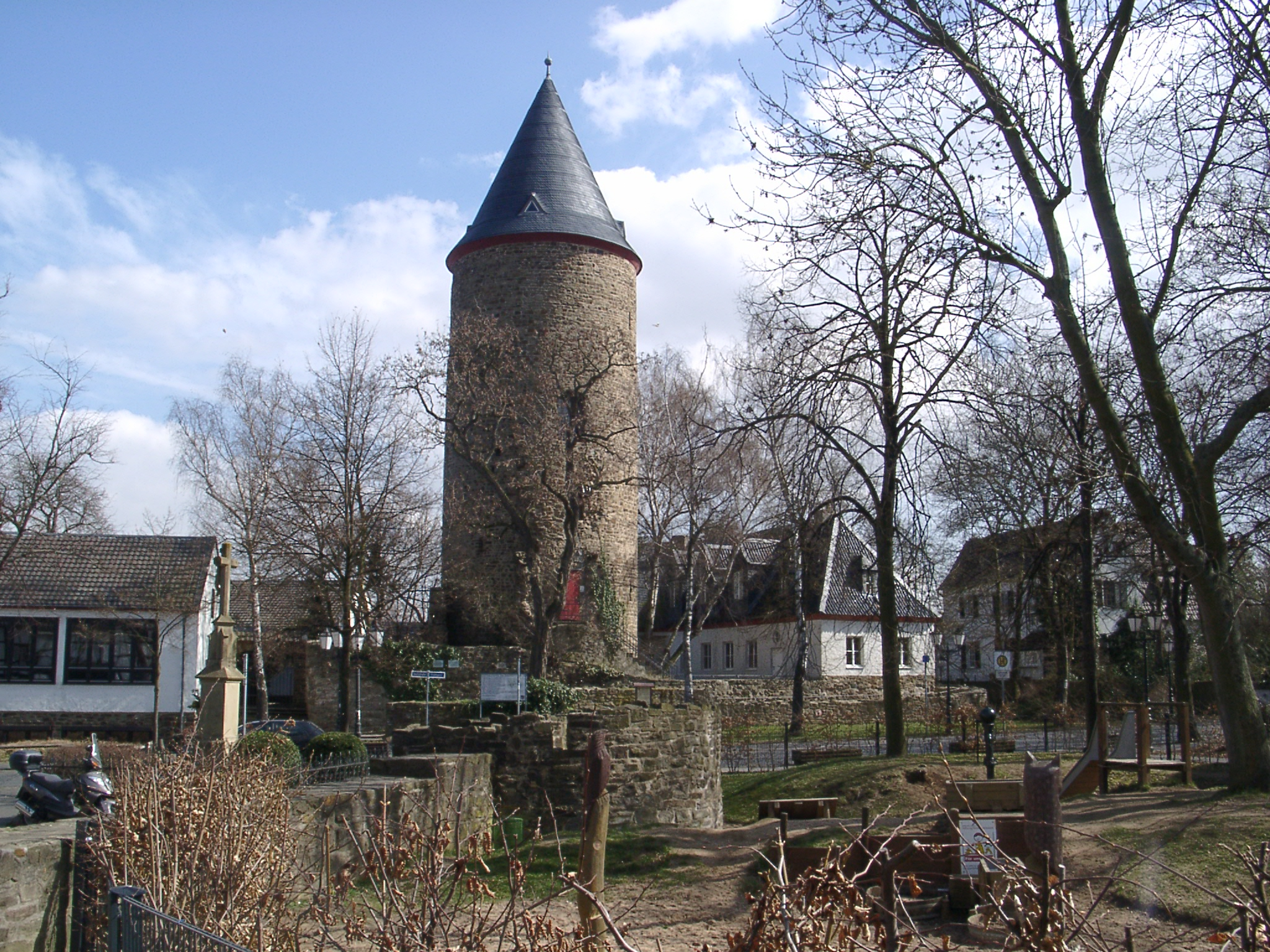
Hexenturm Rheinbach